# صانع السهم

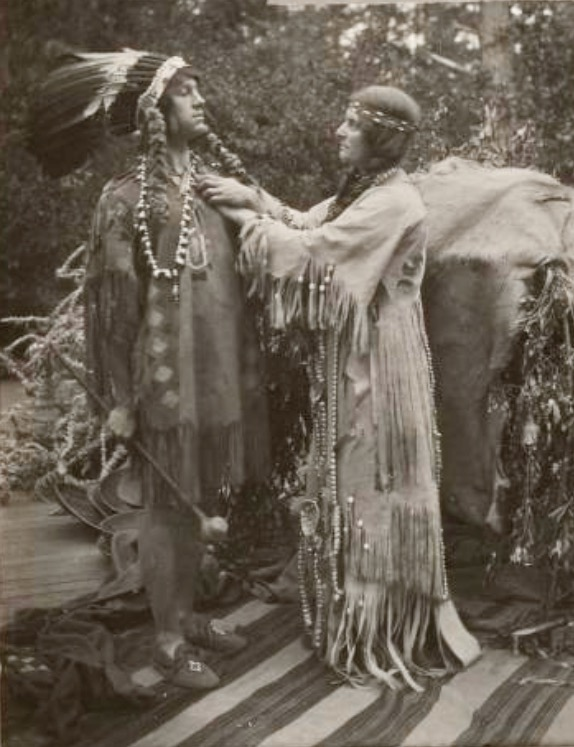
صورة لمسرحية (صانع السهم) في مسرح الغابة في كارمل باي ذا سي، كاليفورنيا، في الولايات المتحدة الأمريكية، عام 1914

صانع السهم هي مسرحية من تأليف ماري هانتر أوستن وتعكس فيها حياة الهنود الأمريكيين خاصة حياة (البايوت) في ولاية سييرانيفادا في الولايات المتحدة.                          

## الدافع والتاريخ لكتابة المسرحية
لقد عرضت مسرحية صانع السهام لأول مرة في المسرح الجديد في مدينة نيويورك بإشراف من وينثروب أميس، في شباط من عام 1911. ويعتقد مؤلف المسرحية انها دراما الحياه الهندية تقدم بشكل أكثر قرباً لما قد يتصوره الناس عن الشعب الهندي لذلك حرص على أن تكون الموسيقى المستخدمة لها علاقة بالأنغام والموسيقى الهندية التي تستخدم في الاحتفالات الهندية. وسيتم التدريب على الرقصات من قبل رئيس النسر الأحمر. وستكون الملابس والأزياء المستخدمة في المسرحية ذات أصالة من المتحف الأمريكي للتاريخ الطبيعي.
عندما اخرجت المسرحية بشكلها النهائي عام 1915 في بوسطن أظهرت رغبة أوستن في جعل مسرحية صانع السهام رمزاً تمثيلاً وأثرياً للأميركيين الأصليين.
لقد عرضت مسرحية صانع السهام في الهواء الطلق، منذ عام 1921 وحتى عام 1930، كواحدة من ثلاث "مسرحيات صحراوية في ولاية كاليفورنيا الأمريكية.

## الحبكة
الشخصية الأساسية في هذه المسرحية (The chisera) أو ما يسمى بإمرأة الطب وتعتبر وسيطة بين الناس والآلهة ويفترض بها أن تكون مجردة من المشاعر البشرية وهي إلى جانب ذلك تتمتع بقوة تأثير عظيمة على الجميع الذي يعمل لها ولصالحها ولكن امرأة الطب (The chisera) تشعر بالتعب والوحدة من عملها لذلك تقع في حب (سيموا) صانع السهام.
فيما يخص الشؤون القبلية فإن الدراما كشف للخداع والمكائد الهندية. لقد ترك (سيموا) (The chisera) لأنه أحب ابنة رئيس القبيلة وبما أن تشيسرا لم تتعلم الكراهية فقد توقفت عن عملها كوسيطة مع الآلهة وأوقفت ممارسة سطوتها وقوتها. ولقد جلب ذلك سوء الحظ للقبيلة وجلب الحزن لكل من تدخل بين سيموا و (بداهون) المتنافسين على قيادة القبيلة. وأسدل ستار المسرحية بموت تشيسيرا بعد إصابتها بأحد سهامها المسحورة.

## النوع الأدبي
تعد هذه المسرحية محاولة مشرفة للدراما الأمريكية. وتعتبر الأحدث في سلسلة طويلة من الأعمال الدرامية الهندية التي كتب أولها روبرت روجر.